# Nøtterøy kommun
Nøtterøy kommun (norska: Nøtterøy kommune) var en kommun i Vestfold fylke som gränsade mot staden Tønsberg i norr. Huvuddelen av kommunens invånare bodde i orten Teie nära Tønsberg (Teie låg dels i Nøtterøy kommun och dels i Tønsbergs kommun). Nøtterøy var en ökommun med mer än 175 öar av olika storlek. Få av dessa kunde räknas som befolkade. Dessa var bland annat själva ön Nøtterøy och öarna Føynland (cirka 1 500 inv.) nordost om Nøtterøy, och Veierland (cirka 150 inv.) sydväst om Nøtterøy. Kommunens administrativa säte var Borgheim (Tinghaug).
Nøtterøy ligger i västra delen av Oslofjorden och har en rik skärgård. Vrengenbroen i Vrengensundet längst i söder på ön utgör vägförbindelsen till den dåvarande ökommunen Tjøme.

## Historia
Sedan kommunen bildades 1837 har den varit föremål för flera gränsjusteringar.
- 1877 överförs ett område med 102 invånare till Tønsberg.
- 1901 överförs Håøy med 70 invånare från Stokke.
- 1915 överförs ett område med 12 invånare till Sem.
- 1964 överförs Veierland med 165 invånare från Stokke.
- 1980 överförs ett obebott område till Tønsberg.[5]

Den 1 januari 2018 gick kommunen upp i den då nybildade Færders kommun.